# Adolf Fraenkel

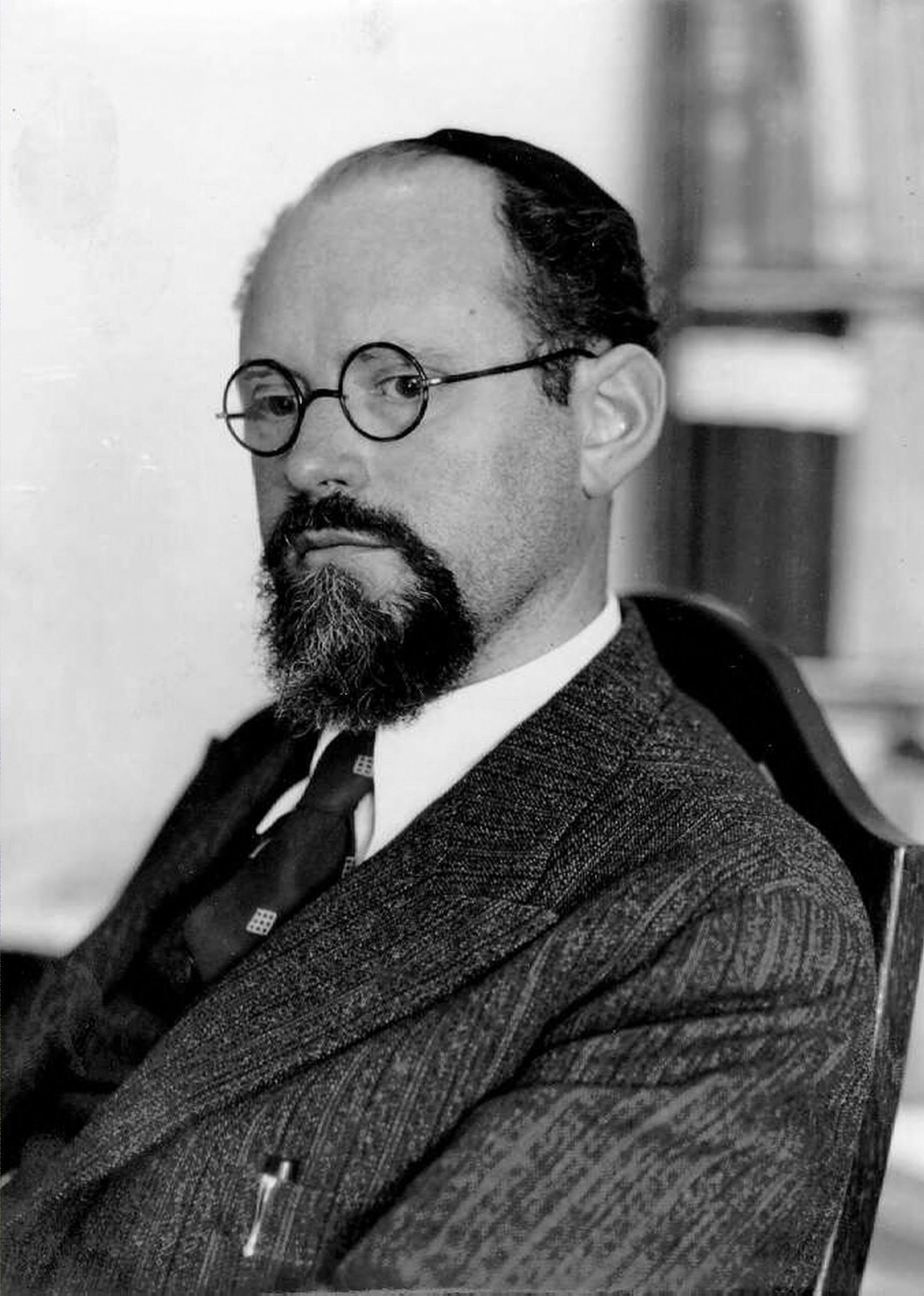
Adolf Fraenkel

Abraham Halevi (Adolf) Fraenkel (Hebreeuws: אברהם הלוי פרנקל), meestal geciteerd als Abraham Fraenkel, (München, 17 februari 1891 - Jeruzalem, 15 oktober 1965) was een Duits-Israëlische wiskundige.
Hij studeerde aan verschillende Duitse universiteiten en promoveerde in 1914 summa cum laude aan de Universiteit van Marburg. Van 1916 tot 1928 gaf hij aan deze universiteit les, vanaf 1922 als hoogleraar. Na nog een jaar aan de Universiteit van Kiel te hebben gedoceerd, emigreerde hij als overtuigd zionist in 1929 naar Jeruzalem in het toenmalige mandaatgebied Palestina en werkte aldaar aan de Hebreeuwse universiteit. Hij werd er het eerste hoofd van de faculteit wiskunde en later ook rector magnificus.
Fraenkel is vooral bekend vanwege zijn bijdrage aan de axiomatische verzamelingenleer. Hij vulde Zermelo's systeem aan tot het nu als Zermelo-Fraenkel-verzamelingenleer bekendstaande axiomastelsel.

## Werk
Fraenkels eerste werk had betrekking op Kurt Hensels p-adische getalen en op de theorie van de ringen. Hij is echter vooral bekend geworden door zijn werk aan de axiomatische verzamelingenleer. In 1919  publiceerde Fraenkel zijn eerste grote werk over dit onderwerp ("Einleitung in die Mengenlehre"). In 1922 en 1925 publiceerde hij twee artikelen die tot doel hadden om het axiomatische systeem van Zermelo te verbeteren; het resultaat zijn de Zermelo-Fraenkel-axioma's Fraenkel werkte aan de verzamelingenleer en de grondslagen van de wiskunde.
Fraenkel was ook geïnteresseerd in de geschiedenis van de wiskunde. Hij schreef in 1920 en 1930 over de werken van Carl Friedrich Gauss in de algebra en publiceerde een biografie van Georg Cantor. Na zijn emeritaat aan de Hebreeuwse Universiteit, waar hij werd opgevolgd door zijn oud-leerling Abraham Robinson, bleef Fraenkel colleges geven aan de Bar Ilan-Universiteit in Ramat Gan (in de buurt van Tel Aviv).